# Luíza Tomé
Luiza Francineide Coutinho Tomé (Itapipoca, 10 de maio de 1961) é uma atriz brasileira.

## Carreira
Sua primeira aparição na televisão fora no capítulo 154 da telenovela Dancin' Days, de 1978, da Rede Globo. Em uma pequena cena, ela aparece por alguns segundos ao lado de um dos personagens principais, Raul (Eduardo Tornaghi), na festa de ano novo. No ano seguinte, fez uma pequena participação em A Sucessora interpretando a atriz Tânia Mesquita, amiga de Pedro Monte (Mário Cardoso).
Luíza começou a atuar na televisão em 1984, ao ser escalada para a trama Corpo a Corpo. No ano seguinte, ela participou do filme Tropclip. O sucesso não ocorreu até 1989, quando ela interpretou a teúda e manteúda de Modesto Pires (Armando Bógus), Carol, na telenovela Tieta, de Aguinaldo Silva. Em 1990, interpretou a corajosa Francisca na minissérie Riacho Doce, também de Aguinaldo.
Na década de 1990, ela esteve no elenco de três grandes sucessos do autor Aguinaldo Silva, Pedra sobre Pedra, Fera Ferida e A Indomada, além de ter participado de outras novelas. Luíza também participou de vários episódios do Você Decide. Em 2001 interpretou a justiceira Rosa Palmeirão em Porto dos Milagres. Seu último papel na Rede Globo foi na telenovela Começar de Novo, na qual viveu Lúcia Borges. Em 2006, ela participa de sua primeira telenovela na RecordTV, Cidadão Brasileiro. Na trama ela interpreta uma professora, Tereza, que se relaciona com um de seus alunos, André (Bruno Ferrari). Em 2007, ao lado da atriz Luma Costa, protagonizou a telenovela Luz do Sol. Em 2008, Luíza participou do especial de fim de ano da Record, Os Óculos de Pedro Antão. Em 2009, Luíza interpretou a dondoca Samantha em Bela, a Feia. Em 2010, Luíza voltou ao teatro com a peça Mulheres Alteradas.
Em 2012, deu vida a Geraldine na telenovela Máscaras, de Lauro César Muniz. Em 2013. Luíza interpretou a perua Meg Pantaleão em Dona Xepa. Em 2014, ela participou do episódio "Milagres em Genesaré", da minissérie Milagres de Jesus. Em 2016, Luíza voltou a interpretar uma cafetina, desta vez, em Escrava Mãe. Na trama ela interpreta Rosalinda Pavão, que é dona de um prostíbulo que movimenta o Rio de Janeiro do ano de 1808. Em 2017 interpreta Letícia na primeira fase da telenovela Apocalipse, a mãe da protagonista. Em 2018, ano em que apoia o candidato Jair Bolsonaro para a presidência da república, realiza seu primeiro trabalho na Rede Globo em 14 anos, voltando a interpretar Scarleth de A Indomada em O Sétimo Guardião. Em 2019 é confirmada na 16° edição da Dança dos Famosos. Em 2024, Luíza assina com o SBT, e interpreta a cozinheira Dalete em A Caverna Encantada.

## Vida pessoal
Entre 1995 e 2012 foi casada com o empresário Adriano Facchini, com quem teve três filhos: Bruno (1998) e os gêmeos Adriana e Luigi (2004).

## Filmografia

### Televisão
| Ano  | Título                   | Personagem                            | Notas                                     | Emissora |
| ---- | ------------------------ | ------------------------------------- | ----------------------------------------- | -------- |
| 1978 | Dancin' Days             | Amiga de Raul                         | Episódio: "30 de dezembro"                | TV Globo |
| 1979 | A Sucessora              | Tânia Mesquita                        | Episódio: "1 de março"                    | TV Globo |
| 1984 | Corpo a Corpo            | Alice Gouveia                         |                                           | TV Globo |
| 1987 | Armação Ilimitada        | Filha do Conde Drácula                | Episódio: "Drácula Não Morreu"            | TV Globo |
| 1988 | Armação Ilimitada        | Sormélia                              | Episódio: "Totalmente Demais"             | TV Globo |
| 1989 | Tieta                    | Carolina Fazin (Carol)                |                                           | TV Globo |
| 1990 | Riacho Doce              | Francisca                             |                                           | TV Globo |
| 1992 | Pedra sobre Pedra        | Vida                                  |                                           | TV Globo |
| 1992 | Você Decide              | Clarice                               | Episódio: "A Cantada"                     | TV Globo |
| 1993 | Você Decide              | Vanete                                | Episódio: "Se Acaso Você Chegasse"        | TV Globo |
| 1993 | Fera Ferida              | Maria dos Remédios                    |                                           | TV Globo |
| 1994 | Você Decide              | Analice                               | Episódio: "A Expulsão do Paraíso"         | TV Globo |
| 1995 | Pátria Minha             | Isabel Nogueira                       | Episódios: "14 de fevereiro–10 de março"  | TV Globo |
| 1995 | Você Decide              | Ângela                                | Episódio: "Pela Estrada da Vida"          | TV Globo |
| 1996 | Quem É Você?             | Cíntia Tavares                        |                                           | TV Globo |
| 1996 | Você Decide              | Dulce                                 | Episódio: "A Pequena Herdeira"            | TV Globo |
| 1997 | A Indomada               | Scarleth Williams Mackenzie Pitiguary |                                           | TV Globo |
| 1998 | Você Decide              | Beth                                  | Episódio: "Don Juan do Rio"               | TV Globo |
| 1999 | Você Decide              | Eleuzina                              | Episódio: "O Califa de Caruaru"           | TV Globo |
| 1999 | O Belo e as Feras        | Marcinha                              | Episódio: "Azar no Jogo, Pior no Amor"    | TV Globo |
| 1999 | Vila Madalena            | Raquel Batistela Ramirez              |                                           | TV Globo |
| 2001 | Porto dos Milagres       | Rosa Palmeirão                        |                                           | TV Globo |
| 2001 | Sai de Baixo             | Bia                                   | Episódio: "A Mandinga do Tempo"           | TV Globo |
| 2002 | Brava Gente              | Lola                                  | Episódio: "O Enterro da Cafetina"         | TV Globo |
| 2004 | Começar de Novo          | Lúcia Borges                          |                                           | TV Globo |
| 2006 | Cidadão Brasileiro       | Tereza Castro                         |                                           | RecordTV |
| 2007 | Luz do Sol               | Stella Maris Alcântara Diniz          |                                           | RecordTV |
| 2008 | Os Óculos de Pedro Antão | Dona Camila                           | Especial de fim de ano                    | RecordTV |
| 2009 | Bela, a Feia             | Samantha di Freitas                   |                                           | RecordTV |
| 2012 | Máscaras                 | Geraldine Aidan                       |                                           | RecordTV |
| 2013 | Dona Xepa                | Magnólia Santos Pantaleão (Meg)       |                                           | RecordTV |
| 2013 | Casamento Blindado       | Edna                                  | Especial de fim de ano                    | RecordTV |
| 2014 | Milagres de Jesus        | Carmela                               | Episódio: "Milagres em Genesaré"          | RecordTV |
| 2016 | Escrava Mãe              | Rosalinda Pavão                       |                                           | RecordTV |
| 2017 | Apocalipse               | Letícia Santero                       |                                           | RecordTV |
| 2018 | O Sétimo Guardião        | Scarleth Williams Mackenzie Pitiguary | Episódios: "21 de novembro – 19 de março" | TV Globo |
| 2019 | Dança dos Famosos        | Participante                          | Temporada 16                              | TV Globo |
| 2022 | Cine Holliúdy            | Madalena Joyce                        | Episódio: "4 de outubro"                  | TV Globo |
| 2024 | A Caverna Encantada      | Dalete                                |                                           | SBT      |

### Cinema
| Ano  | Título                         | Personagem       |
| ---- | ------------------------------ | ---------------- |
| 1985 | Tropclip                       | Vendedora        |
| 1991 | Inspetor Faustão e o Mallandro | Lucinha          |
| 1997 | Ed Mort                        | Silva disfarçado |
| 1997 | O Cangaceiro                   | Maria Bonita     |
| 2015 | Anjo de Cabelos Longos         | Mãe de Rafael    |
| 2022 | #PartiuFama                    | Laura            |
| 2022 | Nunca Fomos Tão Modernos       | Laura            |
| 2024 | Licença para Enlouquecer       | Nahimana         |

### Videoclipes
| Ano  | Artista                    | Música        |
| ---- | -------------------------- | ------------- |
| 1991 | Faustão e Sérgio Mallandro | "O Rap do Ovo |

## Teatro
| Ano  | Título                             | Personagem |
| ---- | ---------------------------------- | ---------- |
| 1988 | As Guerreiras do Amor              |            |
| 2011 | Mulheres Alteradas                 | Norma      |
| 2012 | Um Assim, Um Outro Assando         |            |
| 2018 | Além do que nossos olhos registram | Delfina    |
| 2022 | Louca Para Amar                    | Graça      |
| 2023 | Paixão de Cristo de Nova Jerusalém | Maria      |
| 2023 | Nunca Desista dos Seus Sonhos      | Carol      |

## Prêmios e indicações
| Ano  | Premiação              | Categoria           | Nomeação   | Resultado | Ref    |
| ---- | ---------------------- | ------------------- | ---------- | --------- | ------ |
| 1997 | Prêmio Contigo! de TV  | Melhor atriz cômica | A Indomada | Venceu    | [ 17 ] |
| 2012 | Troféu Top of Business | Conjunto da Obra    | Homenagem  | Venceu    | [ 18 ] |